# Lista de representantes permanentes do Montenegro nas Nações Unidas
Esta é uma lista de representantes permanentes do Montenegro, ou outros chefes de missão, junto da Organização das Nações Unidas em Nova Iorque.
O Montenegro foi admitido como membro das Nações Unidas a 28 de junho de 2006.
| Início | Término | Representante permanente (Chefe de missão) | Cargo                    | Credenciais |
| ------ | ------- | ------------------------------------------ | ------------------------ | ----------- |
| 2006   | 2010    | Nebojša Kaluđerović                        | Representante permanente | 2006-08-11  |
| 2010   | 2015    | Milorad Šćepanović                         | Representante permanente | 2010-06-04  |
| 2015   | atual   | Željko Perović                             | Representante permanente | 2015-05-11  |